# Lockney (Texas)
Lockney es un pueblo ubicado en el condado de Floyd en el estado estadounidense de Texas. En el Censo de 2010 tenía una población de 1.842 habitantes y una densidad poblacional de 460,32 personas por km².

## Geografía
Lockney se encuentra ubicado en las coordenadas 34°7′23″N 101°26′33″O / 34.12306, -101.44250. Según la Oficina del Censo de los Estados Unidos, Lockney tiene una superficie total de 4 km², de la cual 4 km² corresponden a tierra firme y (0%) 0 km² es agua.

## Demografía
Según el censo de 2010, había 1.842 personas residiendo en Lockney. La densidad de población era de 460,32 hab./km². De los 1.842 habitantes, Lockney estaba compuesto por el 73.29% blancos, el 2.77% eran afroamericanos, el 0.33% eran amerindios, el 0.11% eran asiáticos, el 0% eran isleños del Pacífico, el 22.91% eran de otras razas y el 0.6% pertenecían a dos o más razas. Del total de la población el 58.69% eran hispanos o latinos de cualquier raza.
En la ciudad, la población se distribuía de la siguiente manera: el 33.5% tenía menos de 18 años, el 7.7% tenía entre 18 y 24 años, el 24.6% tenía entre 25 y 44 años, el 18.5% tenía entre 45 y 64 años, y el 15.8% tenía 65 años o más. El promedio de edad era de 33 años. Por cada 100 mujeres, había 89.1 hombres.